# 克拉辛斯基图书馆

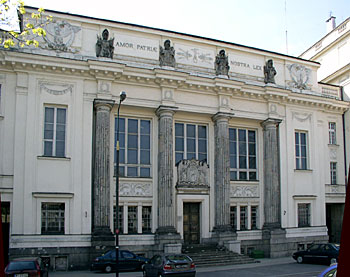
克拉辛斯基图书馆

克拉辛斯基图书馆 (Biblioteka Krasińskich w Warszawie) 曾是华沙的一个图书馆,创建于1844年。在德国入侵波兰和占领波兰期间，部分建筑被摧毁，其藏品被烧毁、被盗、或重新分配。其现存藏品现藏于波兰国家图书馆。

## 历史

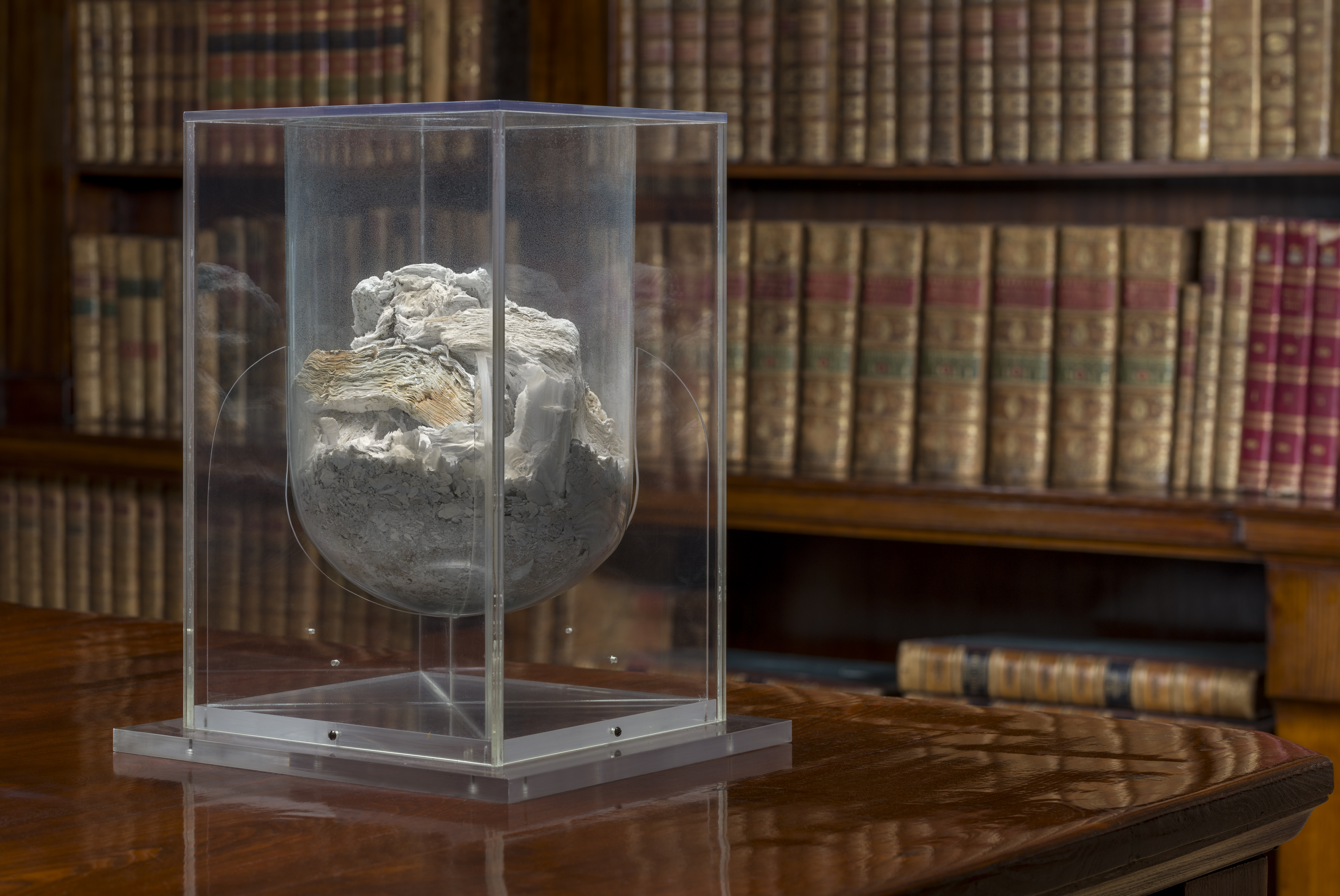
瓮内藏有华沙起义后克拉辛斯基图书馆被焚毁的珍贵的波兰摇篮本和手稿的灰烬

1844年，温森蒂·克拉辛斯基在奥皮诺戈拉建立了这座图书馆。图书馆由他的家庭收藏组成，并发展成为波兰最好的国家遗产收藏之一。1930年，图书馆在奥克尔尼克街9号成立。1939年9月，在德国入侵期间，建筑物的中心部分被炸弹摧毁，损坏了博物馆、阅览室和参考资料。存储在堆栈中的藏书幸存下来。许多珍本手稿被德国人征用。1939-1940年冬天，图书馆馆员们开会计划如何保存藏书，该小组由代表克拉辛斯基图书馆的凯茨欣斯基教授领导。纳粹当局获悉后，会议停止，但馆员们继续在非正式集会中会面，最终获得了进入图书馆大楼的通行证。他们从被炸毁的房子里收集书籍，把它们带到图书馆妥善保管。有一段短暂的时间，馆员们尽力恢复他们所能恢复的，虽然馆长爱德华·克拉辛斯基伯爵已被送往集中营。此时，克拉辛斯基图书馆拥有华沙最大的乐谱收藏，数千张地图，以及近60000张印刷品和图纸。。
1940年，纳粹占领者建立瓦绍国立图书馆，合并了波兰国家图书馆和大学图书馆的藏书。克拉辛斯基图书馆于1941年并入了瓦绍国立图书馆，其藏品被转移到瓦绍国立图书馆、大学图书馆、SGH 和波兰国家博物馆。奥克尔尼克馆址仍有大约40万件特别藏品。1944年9月，华沙起义爆发不久，炸弹落在了奥克尔尼克馆址。部分收藏品被烧毁。人们花了一整天的时间试图拯救手稿。一些书被扔出了上层的窗户，保存了下来，而底层和地下室的书得到了保护。
1944年10月，起义结束后，德国人开始焚烧图书馆，一直持续到占领结束。克拉辛斯基图书馆丢失了约15万件藏品，其中包括一些保存在克拉辛斯基家族藏品中的罕见珍品。
二战后，幸存的藏品（其中最大的是关于拿破仑战争和十一月起义的藏品）被转移到波兰国家图书馆。
2017年10月2日，在Polona/200万 活动期间，数字图书馆 Polona 将藏有克拉辛斯基图书馆废墟中的书籍灰烬的瓮，编目为他们的第200万件藏品。